# Брёнстат-Диденайм
Брёнста́т-Диденайм (фр. Brunstatt-Didenheim, [bʁunʃtat]) — вновь созданная коммуна на северо-востоке Франции в регионе Гранд-Эст (бывший Эльзас — Шампань — Арденны — Лотарингия), департамент Верхний Рейн, округ Мюлуз, кантон Брёнстат. Коммуна Брёнстат-Диденайм создана слиянием и последующим упразднением коммун Брёнстат и Диденайм. Дата образования новой коммуны — 1 января 2016 года.
Площадь коммуны — 14,1 км², население — 7 853 человека (2012), почтовый индекс: 68350. Состав коммуны:
| Код INSEE | Коммуна  | Французское название | Площадь, км² | Население (2012) |
| --------- | -------- | -------------------- | ------------ | ---------------- |
| 68056     | Брёнстат | Brunstatt            | 9,66         | 6114             |
| 68070     | Диденайм | Didenheim            | 4,44         | 1739             |